# 56561 Jaimenomen
56561 Jaimenomen este un asteroid din centura principală de asteroizi.

## Descriere
56561 Jaimenomen este un asteroid din centura principală de asteroizi. A fost descoperit pe 5 mai 2000 la Observatorul Starkenburg din Heppenheim. Asteroidul prezintă o orbită caracterizată de o semiaxă mare de 2,33 ua, o excentricitate de 0,13 și o înclinație de 7,4° în raport cu ecliptica.